# Saliha Sultan
Saliha Sultan, född Aleksandra i Konstantinopel 1680, död där 1739, var Valide Sultan i det Osmanska riket under sin son sultan Mahmud I från 1730 till 1739. 
Hon var född som Aleksandra i en grekisk familj i Konstantinopel.  Hon kom till det kejserliga osmanska haremet som slavkonkubin till sultan Mustafa II år 1695, och konverterade enligt sed till islam och fick ett persiskt namn, Saliha. 
När Mustafa avled och efterträddes av sin bror 1703 fördes hon till ett palats för pensionerade konkubiner. Hon hade byggt upp ett värdefullt kontaktnät i det kejserliga haremet, och hon främjade sin sons utsikter med hjälp av haremets storeunuck. År 1730 besteg hennes son tronen, och hon fick titeln valide sultan och fick rang före alla andra kvinnor vid hovet.  
Mahmod I praktiserade metoden att ständigt byta ut sina storvesirer för att undvika att någon av dem fick för mycket makt, och hans mor, vars råd han respekterade, ska ha tagit emot mutor i utbyte mot att råda honom i hans utnämningar.
Liksom andra valideer ägnade hon sig åt byggnadsprojekt och filantropisk verksamhet.